# Anoplodera pubevirens
Anoplodera pubevirens là một loài bọ cánh cứng trong họ Cerambycidae.